# Andrea Bernabè (circense)
Andrea Bernabè (Faenza, 27 gennaio 1850 – Bologna, 1920) è stato un circense italiano.

## Biografia
Andrea Bernabè nacque a Faenza il 27 gennaio 1850, da Paolo e Teresa Ronchi.
Bambino sveglio ed intelligente, ottenne la licenza elementare alle scuole serali, dopo di che si avvicinò al mondo del lavoro svolgendo le mansioni di fattorino.
All'età di dodici anni entrò a far parte del gruppo di saltimbanchi del circo Zavatta, il più antico d'Italia e di grande seguito popolare.
Forse è proprio lì che ricevette lo pseudonimo di Bagonghi, diventato successivamente il nome d'arte tipico per tutti i nani del circo.
In seguito si trasferì al circo Dell'Orme che realizzò spettacoli nel Lazio e in Toscana, poi alla compagnia di quadri plastici Zamperla, dove maturò una serie di pantomime e ruoli buffi che divertirono e ottennero successo.
Ormai era diventato popolare e così entrò nel circo equestre Ranzi e si mise in evidenza anche all'estero, grazie alla tournée in Francia.
Quindi firmò un contratto con il commendator Braccini, direttore di una grande compagnia che effettuava spettacoli fra l'Europa e l'Algeria.
Se inizialmente suscitava curiosità soprattutto per l'altezza di un  metro e dieci, ben presto diventò un artista del circo abile come clown, giocoliere, acrobata e prestidigitatore.
Un artista versatile dotato di un ottimo umore e spiritoso, ma mai volgare.
Il suo periodo di maggior successo durò una decina di anni e fu quando entrò nella celebre  compagnia statunitense di Mr. William Meirebell, con la quale effettuò una lunga tournée dal Maghreb, al Sudan, dall'Etiopia alla Palestina.
In seguito, con la compagnia Hittiman viaggiò in Russia e in Siberia, poi con la troupe Diaz in Francia e in Spagna.
Ritornò nella natia Faenza dopo trent'anni, nel 1888, ottenendo un grande successo, ma poco dopo la carriera circense di Andrea Bernabè si interruppe a Roma a causa di un infortunio durante l'esecuzione di  un salto mortale, che gli procurò lesioni ad una gamba.
Soggiornò a Bologna, lavorando come interprete di francese, russo, spagnolo e arabo, e come venditore di vari oggetti.
Morì a Bologna nel 1920, a settant'anni.